# Świętajno (gmina, Szczytno)
Pour les articles homonymes, voir Świętajno.
Świętajno est une gmina rurale du powiat de Szczytno, Varmie-Mazurie, dans le nord de la Pologne. Son siège est le village de Świętajno, qui se situe environ 16 km à l'est de Szczytno et 54 km au sud-est de la capitale régionale Olsztyn.
La gmina couvre une superficie de 279,78 km2 pour une population de 5 879 habitants.

## Géographie
La gmina inclut les villages de Biały Grunt, Brzózki, Bystrz, Chajdyce, Chochół, Cis, Długi Borek, Jerominy, Jerutki, Jeruty, Kierwik, Koczek, Kolonia, Konrady, Łąck Mały, Łąck Wielki, Myszadło, Niedźwiedzica, Nowe Czajki, Piasutno, Połom, Powałczyn, Racibórz, Spychówko, Spychowo, Spychowski Piec, Stare Czajki, Świętajno, Szklarnia et Zielone.
La gmina borde les gminy de Dźwierzuty, Piecki, Rozogi, Ruciane-Nida et Szczytno.